# 何雄
何雄（1969年3月—），男，湖北安陆人，中华人民共和国政治人物。上海交通大学工程力学系工程力学专业本科毕业，华中科技大学土木工程与力学学院建筑与土木工程专业硕士研究生，华中科技大学经济学院西方经济学专业经济学博士学位。曾任郑州市市长，现任河南省人民政府副秘书长、办公厅主任。

## 生平
1990年7月，何雄取得上海交通大学工程力学专业本科学位，随后参加工作，任南阳市建筑工程质量监督站总工程师、副站长。1998年12月加入中国共产党。2001年1月，任南阳市建筑工程总公司副总经理、总工程师（2001年取得华中科技大学建筑与土木工程专业工程硕士学位）。2002年5月，任南阳市建筑工程总公司党委书记、副总经理、总工程师。
2003年10月，任河南省建设厅副厅长。2008年4月，任中國共產主義青年團河南省委书记，当选团十六届中央委员、全国青联常委。2009年1月，任河南省人大常委会委员、共青团河南省委书记（2009年获得华中科技大学经济学博士学位）。
2010年9月，任中共济源市委副书记、代市长（2011年1月当选市长）。2011年12月，任中共济源市委书记。2015年2月，任中共濮阳市委书记。2018年3月，任河南省发展和改革委员会党组书记、主任，河南省航空港经济综合试验区（中原经济区、省郑汴新区）建设领导小组办公室主任。
2022年1月，接替被免职的侯红出任中共郑州市委副书记、市长。
2025年2月18日，卸任郑州市人民政府市长职务，后任河南省人民政府副秘书长、办公厅主任。